# Coptocercus assimilis
Coptocercus assimilis là một loài bọ cánh cứng trong họ Cerambycidae.